# Авраменко Петро Михайлович
Петро́ Миха́йлович Авра́менко (нар. 30 червня 1978, с. Мокляки, Житомирська область, УРСР) — український театральний актор та режисер. Заслужений артист України.

## Життєпис
У 1996 році закінчив загальноосвітню школу в с. Топорище Володар-Волинського району Житомирської області й того ж року вступив до Житомирського училища культури на спеціальність режисура.
1998 — режисер-методист районного будинку культури у смт Черняхів.
1999 — актор Житомирського академічного українського музично-драматичного театру ім. Івана Кочерги.
2002—2004 — режисер народного самодіяльного театру УТОГ.
2005—2007 — режисер, ведучий сатирично-розважальної програми на «Радіо Свобода».
2007 — актор і режисер дитячої СД радіо книги «Радіоняня». Здійснив радіовистави для дітей («Острів Скарбів», «Алі Баба та сорок розбійників», «Маленький Мук», «Аладін», «манглі» та ін.), а також для дорослих («Крихітка Цахес», «Ніч проти Івана Купали», «Полювання на брата».)
2008 — режисер першої категорії Національної радіокомпанії України в редакції літературно-історичних та науково-пізнавальних передач.
2009 — закінчив Київський національний університет театру, кіно і телебачення ім. Карпенка-Карого за спеціальністю «режисер театру».
З березня 2000 — актор в Музичному та драматичному театрі Житомирської області.
2012 — закінчив Київську національну академію керівних кадрів культури і мистецтв за спеціальністю режисер театру.
2013 — режисер Житомирського академічного українського музично-драматичного театру ім. Івана Кочерги.
2012—2016 — аспірант Житомирського державного університету імені Івана Франка і режисер створеного ним театру-лабораторії «Бурсаки».
У 2016 році він був запрошений в Аугсбургський театр як митець у резиденції.

## Творчість

### Режисер
Поставив, серед іншого, п'єси:
- О. Бердник — «Тартар» (2005)
- Т. Іващенко — «Втеча з реальності»
- Г. Горін — «Забути Герострата» (перша редакція — 2007, друга редакція — 2011)
- Ш. Алейхем — «Пісня над піснями» (Єврейський театр, 2009)
- М. Метерлінк «Чудо святого Антонія» (2010)
- Н. Ейхорн — «Життя всупереч долі» (Польсько-єврейський театр, 2010)
- Кю Гоцці — «Король Олень» (2011)
- М. Гоголь- «Ніч навпроти Івана Купали» (2013)
- М. Гоголь-«Одруження» (2013)
- Л. Герш — за п'єсою «Волелюбні метелики» «Зовсім інші» (2014)
- Г. Горін — «Любов і ненависть у Вероні» (2015)
- Р. куні — «Смішні гроші» (2016)
- дитяча казка «Аліса в країні чудес» (2016)
- М. Гоголь — «Вій» (2017).

Режисер вуличних театралізованих дійств. Режисер Житомирської команди в телевізійному шоу проекту «Майданс» (2013). Ініціатор і режисер театралізованого дійства «Культурна версія» 2011—2018 р.
Режисер відеокліпів, соціальних, дитячих та розважальних телепрограм.

### Актор
В акторському доробку (провідний актор, майстер сцени) ролі Фігаро («Весілля Фігаро»), Голохвастов («За двома зайцями»), Степан («Коханий нелюб»), Блазень («Мазепа»), Стецько («Сватання на Гончарівці»), Жевакін («Женихи»), Теодо Руссо («Літо в Ноані»), Дряквін Кублицький («Фея гіркого мигдалю»), Учений («Тінь»), Півень («Божі тварі»), Михайло («Украдене щастя»), Микич Катрянс («Ханума»).
Знявся у фільмах «Богдан Зиновій Хмельницький», рос. «Паршивые овцы» та у телевізійних серіалах.
Режисер відеокліпів, соціальних, дитячих та розважальних телепрограм.

### Фільмографія
- рос. «Невероятная история» (2008) короткий метр (сценарист, режисер, монтаж)
- «Студентські небилиці» (2011) короткий метр (сценарист, режисер, монтаж)
- «Звільнення Житомира» (2013) документальний (режисер, монтаж)
- «Неймовірне побачення» (2016) короткий метр (сценарист, режисер)
- «Вогонь самопосвяти» (2017) документально-художній (сценарист, режисер)
- «Барон Іван де Шодуар?» (2018) документально-художній (сценарист, режисер)

## Відзнаки
- «Митець року» у місті Житомир (2013).[3]
- Заслужений артист України[4]
- Премія імені Івана Франка у галузі інформаційної діяльності (2018)[5]
- Відзнака за заслуги III ступеня перед містом